# Пресновка (Омская область)
Пресновка — деревня в Оконешниковском районе Омской области России. Входит в состав Куломзинского сельского поселения.

## История
Основана в 1811 году. В 1928 г. село Пресновское состояло из 332 хозяйств, основное население — русские. Центр Пресновского сельсовета Крестинского района Омского округа Сибирского края.

## Население
| 2002 | 2010 |
| ---- | ---- |
| 316  | ↘237 |

## Люди, связанные с деревней
- Илья Монченко (1920-1989) — советский шахтёр, Герой Социалистического Труда (1948).
- Андрей Кишкин (1924-1983) — советский работник сельского хозяйства, Герой Социалистического Труда (1948).